# Bus-lès-Artois
Bus-lès-Artois est une commune française située dans le département de la Somme en région Hauts-de-France.

## Géographie

### Localisation
Ce village picard, niché au creux d'un vallon sec, est situé au nord de l'Amiénois, à égale distance d'Amiens et d'Arras, d'Albert et de Doullens. Limitrophe du Pas-de-Calais, il est aisément accessible par les voies de communication moyennes (RD 11 et RD 938).

### Hydrographie
La commune est située dans le bassin Artois-Picardie. Elle n'est drainée par aucun cours d'eau, et elle située sur le bassin versant de l'Authie.

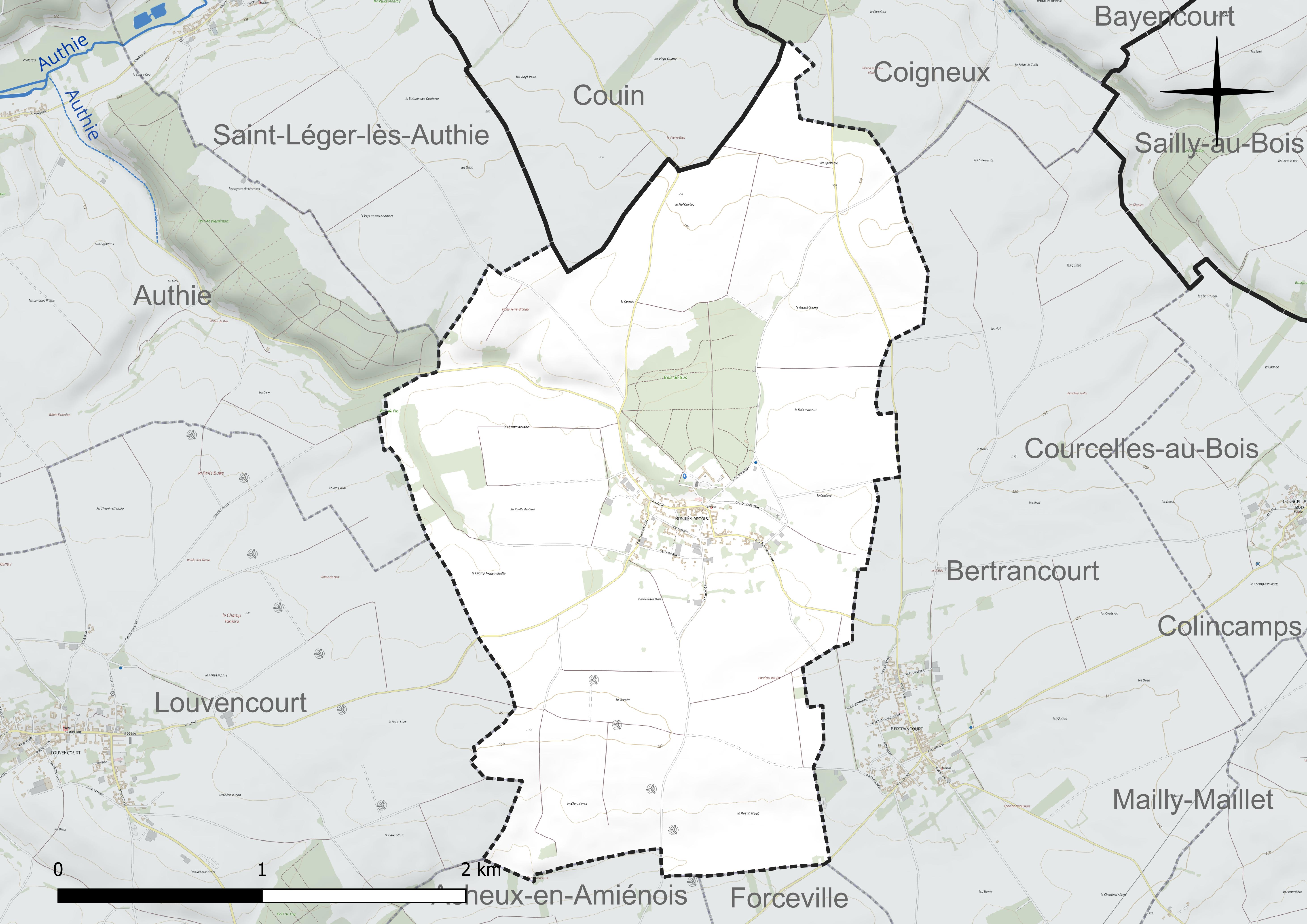
Réseau hydrographique de Bus-lès-Artois.

### Climat
Pour des articles plus généraux, voir Climat des Hauts-de-France et Climat de la Somme.
En 2010, le climat de la commune est de type climat océanique dégradé des plaines du Centre et du Nord, selon une étude du CNRS s'appuyant sur une série de données couvrant la période 1971-2000. En 2020, Météo-France publie une typologie des climats de la France métropolitaine dans laquelle la commune est exposée à un climat océanique et est dans la région climatique Nord-est du bassin Parisien, caractérisée par un ensoleillement médiocre, une pluviométrie moyenne régulièrement répartie au cours de l'année et un hiver froid (3 °C).
Pour la période 1971-2000, la température annuelle moyenne est de 10 °C, avec une amplitude thermique annuelle de 14,1 °C. Le cumul annuel moyen de précipitations est de 837 mm, avec 12,7 jours de précipitations en janvier et 9,4 jours en juillet. Pour la période 1991-2020, la température moyenne annuelle observée sur la station météorologique la plus proche, située sur la commune de Saulty à 12 km à vol d'oiseau, est de 10,4 °C et le cumul annuel moyen de précipitations est de 899,7 mm,. Pour l'avenir, les paramètres climatiques de la commune estimés pour 2050 selon différents scénarios d'émission de gaz à effet de serre sont consultables sur un site dédié publié par Météo-France en novembre 2022.

## Urbanisme

### Typologie
Au 1er janvier 2024, Bus-lès-Artois est catégorisée commune rurale à habitat dispersé, selon la nouvelle grille communale de densité à sept niveaux définie par l'Insee en 2022.
Elle est située hors unité urbaine. Par ailleurs la commune fait partie de l'aire d'attraction d'Amiens, dont elle est une commune de la couronne,. Cette aire, qui regroupe 369 communes, est catégorisée dans les aires de 200 000 à moins de 700 000 habitants,.

### Occupation des sols
L'occupation des sols de la commune, telle qu'elle ressort de la base de données européenne d'occupation biophysique des sols Corine Land Cover (CLC), est marquée par l'importance des territoires agricoles (89,2 % en 2018), une proportion sensiblement équivalente à celle de 1990 (89,6 %). La répartition détaillée en 2018 est la suivante : 
terres arables (79 %), prairies (8,1 %), forêts (6,3 %), zones urbanisées (4,5 %), zones agricoles hétérogènes (2,1 %). L'évolution de l'occupation des sols de la commune et de ses infrastructures peut être observée sur les différentes représentations cartographiques du territoire : la carte de Cassini (XVIIIe siècle), la carte d'état-major (1820-1866) et les cartes ou photos aériennes de l'IGN pour la période actuelle (1950 à aujourd'hui).

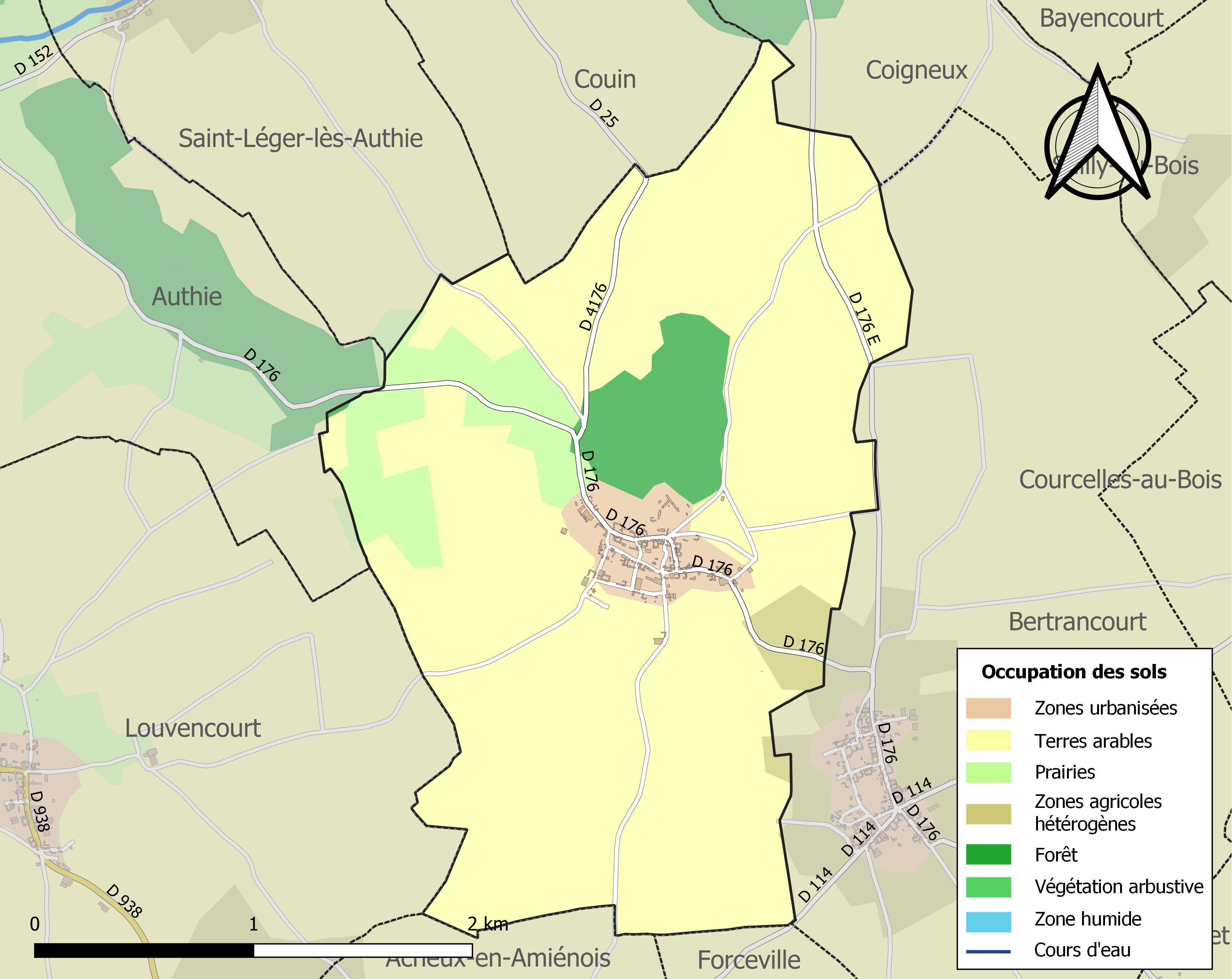
Carte des infrastructures et de l'occupation des sols de la commune en 2018 (CLC).

## Toponymie
Le lieu est attesté sous les formes Bus en 1147 ; Busrorgum au XIIe siècle ; Bus Borgum en 1168 ; Bus-lez-Artois en 1557 ; Bu en 1638 ; Bus-lès-Artois en 1728 ; Bu-lès-Artois en 1733 ; Budes Artois en 1787.
Bus est issu du gallo-roman boscu (terme bas-latin boscus, d'origine germanique, qui a donné le français bois). Cependant, la forme actuelle de Bus peut impliquer une confusion avec un autre terme d'origine germanique busku- de sens proche, « fourré », qui a dû signifier « terrain couvert de fourrés , de buissons ».
Dans la Somme, on prononçait « Bou » en patois, pour désigner le bois (« défrétchir èl bordur d'éch bou ») d'où peut-être l'origine du mot « Bus » qu'on prononce aujourd'hui « Bu », en insistant sur le « u ».

Son étymologie est justifiée par la présence d'un bois encore existant, elle a été complétée, afin de souligner sa proximité avec l'Artois, province d'Ancien Régime et ancienne frontière septentrionale du royaume.

## Histoire
- Des traces d'occupation préhistorique ont été observées en plusieurs endroits du territoire.
- La seigneurie locale est connue depuis le Xe siècle, le premier seigneur du lieu connu étant Charles de Bus (né vers 975), marié avec Louise d'Heilly vers 998.
- Un pèlerinage en l'honneur de Saint Jean-Baptiste, instauré d'après la tradition orale depuis le XIIIe siècle, fut très suivi jusqu'à la fin du XIXe siècle.
- Le registre paroissial le plus anciennement conservé date de 1596. L'ensemble des registres est consultable en ligne sur le site des Archives départementales.
- Au XVIIe siècle, compte tenu de sa situation sur la limite septentrionale du royaume de France, le village est ravagé par les troupes, notamment lors du siège de Corbie et de la guerre de Trente Ans.
- Un ou plusieurs réseaux de muches (souterrains-refuges), connues essentiellement par la tradition orale et les éboulements successifs, parcourent le village.
- A la fin du XVIIe siècle, la seigneurie appartient au chanoine Honoré-Gabriel Brunel, neveu de Guillain Lucas, chanoine de la Cathédrale Notre-Dame d'Amiens, dont le tombeau est visible derrière le maître-autel de la cathédrale.
- Le 27 mai 1797, un important incendie ravage 33 maisons et l'église.
- En 1814, quatre moulins à vent étaient en activité au sud de la commune (Moulins Levaillant, Placide, Joseph-Pombourg et Tripet).
- En 1836, le village comptait une activité ouvrière très développée. Aux trois activités principales (textile, agriculture et bâtiment) s'ajoutaient notamment un médecin, un bourrelier, un tailleur et un épicier[14]. Près de 900 habitants peuplaient la localité en ce milieu du XIXe siècle.
- En 1916, et compte tenu de la situation du village à l'arrière-front, les habitants accueillent régulièrement les soldats alliés au cours de la Première Guerre mondiale, particulièrement à la veille du 1er juillet 1916.

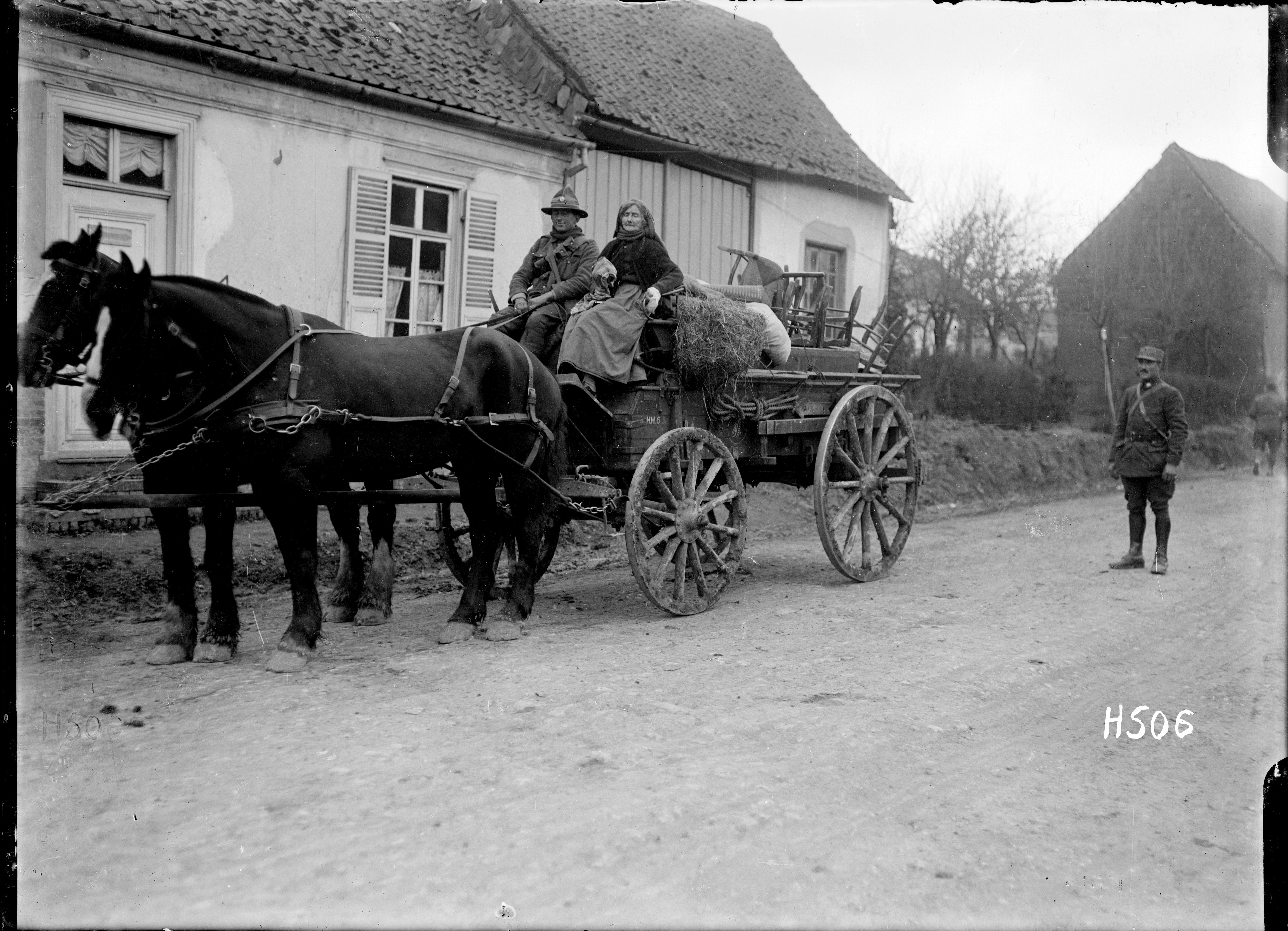
Proximité entre habitants et soldats en 1916.

## Politique et administration
Par arrêté préfectoral du 27 décembre 2016, la commune est détachée le 1er janvier 2017 de l'arrondissement d'Amiens pour intégrer l'arrondissement de Péronne.

## Population et société

### Démographie
L'évolution du nombre d'habitants est connue à travers les recensements de la population effectués dans la commune depuis 1793. Pour les communes de moins de 10 000 habitants, une enquête de recensement portant sur toute la population est réalisée tous les cinq ans, les populations de référence des années intermédiaires étant quant à elles estimées par interpolation ou extrapolation. Pour la commune, le premier recensement exhaustif entrant dans le cadre du nouveau dispositif a été réalisé en 2008.

En 2022, la commune comptait 137 habitants, en évolution de +1,48 % par rapport à 2016 (Somme : −1,26 %, France hors Mayotte : +2,11 %).
| 1793 | 1800 | 1806 | 1821 | 1831 | 1836 | 1841 | 1846 | 1851 |
| ---- | ---- | ---- | ---- | ---- | ---- | ---- | ---- | ---- |
| 630  | 656  | 678  | 735  | 790  | 847  | 833  | 871  | 776  |

| 1856 | 1861 | 1866 | 1872 | 1876 | 1881 | 1886 | 1891 | 1896 |
| ---- | ---- | ---- | ---- | ---- | ---- | ---- | ---- | ---- |
| 775  | 735  | 700  | 678  | 624  | 535  | 524  | 453  | 409  |

| 1901 | 1906 | 1911 | 1921 | 1926 | 1931 | 1936 | 1946 | 1954 |
| ---- | ---- | ---- | ---- | ---- | ---- | ---- | ---- | ---- |
| 394  | 380  | 369  | 296  | 292  | 287  | 268  | 218  | 218  |

| 1962 | 1968 | 1975 | 1982 | 1990 | 1999 | 2006 | 2008 | 2013 |
| ---- | ---- | ---- | ---- | ---- | ---- | ---- | ---- | ---- |
| 214  | 193  | 158  | 135  | 135  | 146  | 144  | 144  | 139  |

| 2018 | 2022 | - | - | - | - | - | - | - |
| ---- | ---- | - | - | - | - | - | - | - |
| 133  | 137  | - | - | - | - | - | - | - |

### Enseignement
La commune adhère au S.I.S.C.O. (syndicat intercommunal scolaire) des "Sources de l'Authie", qui regroupe les communes de Authie, Bus-lès-Artois, Coigneux, Louvencourt, Saint-Léger-lès-Authie, Thièvres, Vauchelles-lès-Authie.

## Économie
Le village compte notamment cinq agriculteurs, un café-tabac (a fermé), un garage (a fermé), une entreprise de travaux agricoles et un paysagiste.

## Culture locale et patrimoine

### Monuments
- Église Saint-Pierre : Restaurée en 1804 (éléments en brique, restitution des charpentes, des couvertures et de la décoration) à la suite d'un incendie survenu en 1797, l'église paroissiale a connu auparavant diverses époques de reconstruction et d'agrandissement (probablement XVIIe siècle pour le clocher et la nef, XVIIIe siècle pour le chœur). Placée en avant-corps de la nef, la tour-clocher moderne, bâtie en pierre calcaire révèle les armes des familles Brunel et Durieux, portées au-dessus du portail à la fin du XVIIe siècle. Elle incorpore dans sa structure un pan de mur percé d'une baie ogivale (ca. XVe siècle), vestige de la façade occidentale de l'ancienne église. Cet élément est désormais occulté par un placard donnant sur une tribune du XIXe siècle. L'arche surbaissée qui communique avec la nef (porche ancien), constitue probablement la partie la plus ancienne de l'édifice (origine médiévale indéterminée). La sonnerie actuelle est composée de trois cloches qui forment un Pater noster (solb3, lab3 et sib3), et nommées Marie, Virginie et Éléonore. Elles ont été refondues par Gorlier à Frévent (62) et dotent le beffroi depuis 1851[24]. L'église a été le lieu d'un pèlerinage très suivi en l'honneur de saint Jean-Baptiste, prenant racine, selon la tradition orale, au XIIIe siècle, à la suite du don d'une relique du saint (os du pouce) fait par Wallon de Sarton, chanoine de Picquigny en 1206, probablement frère d'armes d'Alexandre (ca. 1145-1215), sire de Bus et chevalier croisé en 1187.
- Château et chapelle castrale néo-classiques reconstruits en 1838 (ou 1848), situés sur un contrefort naturel au nord de l'église, et succédant à plusieurs constructions, dont un manoir médiéval, en lisière du Bois de Bus. Son jardin à l'anglaise a fait l'objet d'un inventaire[25],[26].
- Place publique, en surplomb, au nord du village, comprenant un terrain de ballon au poing bordé d'arbres, et située dans le prolongement du parc du château.

### Lieux de mémoire de la Première Guerre mondiale
- Mémorial érigé aux frais de la ville anglaise de Leeds en remerciement de l'accueil des villageois fait aux soldats anglais stationnés à l'arrière du front, avant le départ du 1er juillet 1916 pour la bataille de la Somme[14].
- Tombes militaires du Commonwealth (Première Guerre mondiale) dans le cimetière communal.

### Autres lieux
- Lieux-dits du terroir : Le Bois de Bus, les Heuyes, le Bois du Faÿ, le Chemin d'Authie, le Chemin de Saint-Léger, le Chemin de Couin, le Chemin de Courcelles, le Champ Moye, le Pré des Bourgeois, la Ruelle du curé, la Ruelle du moulin, la Voie de Pierre, le Moulin Danicourt, la Marette, l'Entre-deux-villes, les Haies Bodo, la Cornée d'Ambroise, les Chaudières, la Vallée Combreuse, la Pierre-Bise, le Fossé Ferry-Blondel, le Moulin brulé, Notre-Dame du Chêne, le Journal Quentin, etc.

### Héraldique
| Blason de Bus-lès-Artois | Blason  | Tiercé en pairle renversé : au 1er de gueules à deux clés d'or passées en sautoir, au 2e d'argent au chêne au naturel, au 3e d'azur à la fleur de lys d'or. |
| Blason de Bus-lès-Artois | Détails | Le chêne symbolise un ancien bois, qui aurait donné le nom de « Bus ». La fleur de lys est extraite du blason de la famille Pelet et peut également faire référence aux blasons de la Somme et de la Picardie. Les deux clés sont celles de saint Pierre, patron de la paroisse. Création contemporaine de Jean-François Binon, utilisée par la commune. |